# Der Clou! 2
Der Clou! 2 (in Nordamerika The Sting!) ist ein von dem österreichischen Studio neo Software entwickeltes Computerspiel aus dem Jahr 2001. Veröffentlicht wurde es durch den Publisher JoWood Productions. Die Einbruchssimulation bildet den Nachfolger des 1994 für MS-DOS und Amiga erschienenen Point-and-Click-Spiels Der Clou!.

## Handlung
Der Spieler schlüpft in die Rolle des legendären Einbrechers Matt Tucker, der nach Verbüßen einer mehrjährigen Haftstrafe in seine Heimatstadt „Fortune Hills“ zurückkehrt. Mit kleinem Startkapital und wenig Ausrüstung muss er sich mit zunehmend schwieriger werdenden Einbrüchen zu altem Glanz aufschwingen.

## Spielwelt

### Freie Karte
Die fiktive Stadt „Fortune Hills“ besteht aus einer frei begehbaren 3D-Karte, welche auf einer eigens für das Spiel entwickelten 3D-Engine basiert. Zu den etwa 70 Gebäuden, die nahezu allesamt begehbar sind, gehören ein Werkzeugladen und ein Autohändler, bei dem der Spieler Ausrüstung und Fahrzeuge erwerben kann, ein Hehler zum Absetzen des erbeuteten Diebesguts sowie diverse Bars. Neben Polizisten und Hunden trifft man dort auf über 60 Charaktere, mit denen man in Kontakt treten kann und von denen sich viele als Komplizen für die Missionen zur Verfügung stellen.
Die umherfahrenden Taxis dienen als Fernreise-System, mit dessen Hilfe man gegen Bezahlung alle Orte der Karte aufsuchen kann.

### Missionsmodus
Die 18 zunehmend umfangreicher werdenden Missionen werden von dem Computer in Tuckers Motelzimmer aus gestartet, in dem Tucker von einem Freund einquartiert wurde. Nach der Auswahl von Objekt, Werkzeug, Fluchtfahrzeug und optionalen Komplizen beginnt die Planungsphase. Mit Hilfe einer Zeitleiste, deren Funktionen stark an die eines Videorekorders erinnern, kann nun der Einbruch projektiert werden. Das Projekt kann nach Rückkehr aller Beteiligten am Fluchtfahrzeug in einer Datei gespeichert werden, die weiterhin modifizierbar bleibt.
In der Live-Phase lässt der Spieler den geplanten Job (nach Wunsch auch beschleunigt) ablaufen. Hierbei zeigt sich, ob die Aktionen der Diebe unbemerkt blieben und ob der Job gelingt. Die Bewohner und Wachen, die in den Objekten patrouillieren, dürfen die Charaktere des Spielers dabei weder sehen noch hören, außerdem prüfen viele auf ihren Pfaden gewisse Fenster und Türen auf Manipulationen. Weitere Hürden für den Spieler bilden Kameras und Alarmsysteme, die es zu deaktivieren und umgehen gilt. Wird der Spieler entdeckt, gilt der Auftrag als gescheitert und muss im Planungsmodus modifiziert werden.
Die Beute geht in das Inventar im freien Modus über und kann bei einem Besuch beim Hehler in bares Geld umgewandelt werden.

## Spielmechanik

### Kamera
Die Third-Person-Kamera kann stufenlos in Position und Abstand zur Spielfigur variiert werden. Beim Zurücklegen größerer Strecken, beispielsweise durch Anklicken eines Ortes auf der Minimap geht sie in eine dynamische Bewegung über. So zoomt die Kamera automatisch heran, damit der Charakter sichtbar bleibt, wenn er hinter einem Gebäude verschwindet.

### Charaktereigenschaften und Skill-System
Jeder Charakter hat einen gewissen Kenntnisstand im Knacken von Schlössern, Safes und dem Umgang mit Alarmsystemen, welcher sich prozentual ändert. Hinzu kommt ein Bekanntheitsgrad in den Polizeiakten, welcher in Abhängigkeit vom Wert der Beute steigt und als verbrecherischer Ruhm interpretiert werden kann. Bewegungsgeschwindigkeit und Tragfähigkeit zwingen den Spieler, genau zu planen, welches Werkzeug durch welche Figur mitgenommen werden soll und wer die verschiedenen Beutestücke einstecken kann.

### Komplizen
Die Komplizen verfügen über eine eigene Zusammensetzung der oben aufgeführten Eigenschaften, die sich bei jedem Einsatz verbessert, je nachdem, wie intensiv die Charaktere in die Missionen involviert sind. Danach richtet sich der Anteil der Beute, den sie erhalten. Einerseits ist es von Vorteil, bei frühen Missionen diese Eigenschaften zu trainieren, um im späteren Spiel auf möglichst kompetentes Personal zurückgreifen zu können, andererseits lassen sich fast alle Missionen durch Matt Tucker alleine bewältigen und die Mitnahme der Komplizen führt letztendlich zu einem unnötigen Verlust an Ruhm, Fähigkeit und natürlich Geld für die Hauptfigur.

### Werkzeuge
Die Werkzeuge haben unterschiedliches Gewicht und sind in der Anzahl ihrer Anwendung begrenzt. Zudem weisen sie verschiedene Effizienz beim Bearbeiten von Holz, Glas, Metall und den Alarmsystemen auf und verursachen bezogen darauf einen individuellen Lärmpegel. Manche zerstören dabei das bearbeitete Objekt, andere hinterlassen es unbeschadet, was Auswirkungen darauf hat, ob Patrouillen die Manipulation registrieren oder nicht. Jeder Charakter kann bis zu drei Werkzeuge mitnehmen. Die Auswahl dieser muss zum einen der Barrieren nach ausgewählt werden, welche die Beute sichern, zum anderen muss sichergestellt werden, dass die verfügbare Tragfähigkeit erhalten bleibt, um die teils schweren Einzelstücke abtransportieren zu können. Zur Maximierung des Ertrags sollte der Spieler zudem auf die Kosten der einzelnen Anwendungen eines jeden Werkzeugs achten. So ist es durchaus sinnvoll, einen Handbohrer anzuwenden, statt die Standbohrmaschine mitzunehmen. Letztere ist nicht nur deutlich schwerer und lauter, sondern auch wesentlich teurer in der Anwendung. Voraussetzung für diesen Schritt ist jedoch, dass die notwendige Zeit zur Verfügung steht, denn die Effizienz des Handbohrers ist natürlich deutlich geringer.

### Fahrzeuge
Hierbei sind lediglich Tragfähigkeit und Anzahl der Sitzplätze von Bedeutung, also ergibt im Grunde nur der Erwerb einiger Lastwagen Sinn. Die angegebene Höchstgeschwindigkeit der 50 verfügbaren und teils enorm teuren Autos hat keine Auswirkung auf das Bestreiten der Jobs. So dienen die meisten Typen also mehr dem Vergnügen des Spielers und bieten die Möglichkeit, das bei den Einbrüchen erwirtschaftete Geld auszugeben.

## Rezeption
Die Kritiken des Spiels fielen gemischt aus. Lobende Erwähnung fand der etwas düster angehaucht Comic-Stil à la Film noir. Die Missionen gelten als gelungen, unterhaltsam und angemessen schwer zu lösen.
Der völlige Verzicht auf Gewalt sorgt für erhöhten Anspruch, denn Wachen müssen häufig mehrfach umgangen werden und bemerken durchweg Lärm sowie Manipulationen an Türen und Fenstern. Außerdem führt Matt Tuckers „Gentlemanehre“ dazu, dass der Hauptinhalt, also Einbruch und Diebstahl, wenig verwerflich und die Figuren durchaus sympathisch sind. In Verbindung mit der angemessen realitätsfernen Darstellung erhielt das Spiel folglich eine Freigabe ab sechs Jahren.
Insgesamt attestierten die meisten Tester den Entwicklern jedoch, das Potential des Spiels nicht ausgeschöpft zu haben. Die Umsetzung von Grafik und Sound wirkte zu fehlerhaft und vor allem letzterer als zu lieblos. Demnach wären weitere sechs Monate Feinschliff der Software dem Spiel zugutegekommen. Auch die für damalige Zeit recht hohen Hardware-Anforderungen hätten damit eventuell teilweise korrigiert werden können.
Auch die fehlende Möglichkeit, während der Missionen Werkzeuge und Beute mit Komplizen tauschen zu können und die mangelhafte Wegnutzung der PCs wurde bemängelt.

## Trivia
Der Name der Spielwelt wurde im Zuge einer Ausschreibung („Auf der Suche nach der Stadt ohne Namen“) ausgewählt. Der Vorschlag, die fiktive Stadt „Fortune Hills“ zu taufen, gefiel dem gesamten Entwicklerteam auf Anhieb und stammt von einem 16-jährigen Schüler aus Bayern.
Ein früherer Arbeitstitel des Spiels lautete The Blag Simulation. Das inzwischen veraltete englische Verb to blag sth. bedeutet sich etwas erschwindeln.
Der Name des Spiels basiert, wie der des ersten Teils, auf dem deutschen Titel der amerikanischen Gaunerkomödie Der Clou von 1973. In Nordamerika erhielt das Spiel daher, anders als der Vorgänger, der dort ebenfalls als The Clue! erschien, den Titel The Sting!.
Die Vollversion des Spiels war Beilage in der Spielezeitschrift Bravo Screenfun 07/2003.